# Jef Van Durme

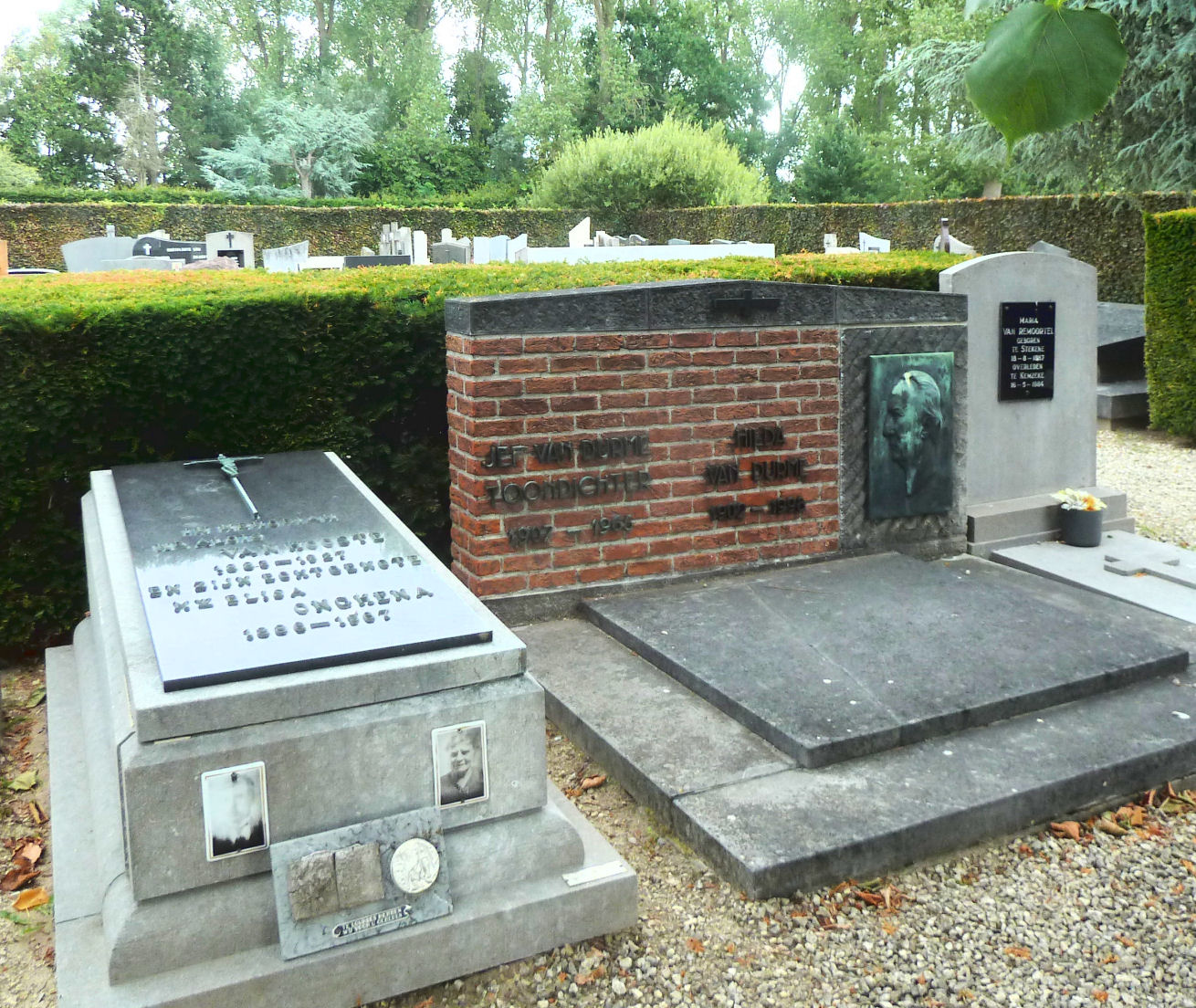
Grafzerk met bronzen portret, Kemzeke

Jef Van Durme (Kemzeke, 7 mei 1907 - Brussel, 28 januari 1965) was een Belgisch componist en pianist.

## Levensloop
Geboren in een familie van musici, kreeg Jef zijn eerste muzieklessen (klavier en notenleer) van zijn vader, de koster-organist van Kemzeke, Henri Van Durme (1877-1930). Tijdens de Eerste Wereldoorlog kreeg hij klavierlessen van de organist Firmin Parmentier, verbonden aan de hoofdkerk in Sint-Niklaas.
In 1914 verhuisde de familie Van Durme naar Antwerpen, waar Jef in 1918 aan het Sint-Jan Berchmanscollege humaniorastudies aanvatte. In 1919 begon begon hij muziekstudies aan het Koninklijk Vlaams Conservatorium, en in 1923 behaalde hij, onder leiding van Jan Broeckx, een eerste prijs notenleer. Hij was toen zestien en onderbrak de humaniorastudies, om zich volledig op de muziek toe te leggen. Hij volgde harmonielessen bij Lodewijk De Vocht en Edward Verheyen, met een eerste prijs in 1927. In 1928 behaalde hij een eerste prijs piano bij Edward De Vos en Frans Lenaerts. Volgde ook nog studies contrapunt, fuga en orkestratie bij Flor Alpaerts. Hij studeerde ook nog muziekgeschiedenis en letterkunde.
In 1931 volgde hij drie maanden les bij Alban Berg in Wenen en in 1935 een dirigeercursus bij Hermann Scherchen in Brussel. Tijdens de Tweede Wereldoorlog volgde hij ook nog lessen in Salzburg: dirigeren bij Clemens Krauss en vormleer bij Joseph Marx.
Van Durme kreeg reputatie als concertpianist en van 1936 tot 1944 was hij als musicus-modulator werkzaam bij de Belgische radio-omroep. Dat hij dit tijdens de oorlog was gebleven, betekende onvermijdelijk bij de Bevrijding het einde van zijn contract. Hij verdween toen een tijdje uit het concertleven, maar stevige vriendschappen in de muziekwereld maakten dat hij opnieuw kon optreden. Hij kreeg ook verschillende beurzen van het ministerie van Nederlandse Cultuur en van de provincie Oost-Vlaanderen. Hij kreeg aldus tijd om te componeren. 
Van Durme is begraven in Kemzeke.

## Composities
Het oeuvre van Jef Van Durme vermeldt 61 opusnummers en tien ongenummerde werken. Hij schreef zo'n 35 orkestwerken (waaronder twee balletten), zes opera's, een oratorium, een twintigtal pianowerken en ongeveer evenveel kamermuziek, een veertigtal liederen en een orgelfantasie. Zijn reputatie was die van de "eerste Vlaamse componist van de avant-garde", van de "vertegenwoordiger van het Weens expressionisme in de Vlaamse muziek". Zijn oeuvre was uitgesproken expressionistisch, dramatisch, met een kleurrijke orkestratie, maar met een sombere ondertoon. Onder meer:
- Tweede Pianotrio, 1929, in de laatromantische traditie.
- Symfonisch gedicht Hamlet, 1929.
- Symfonisch gedicht Beatrijs, 1930, beïnvloed door Richard Strauss.
- De veertien stonden, oratorium op tekst van Guido Gezelle.
- De Dageraad, ballet, 1933.
- Heldendicht, symfonisch gedicht, 1935.
- Eerste ballade voor symfonisch orkest, in memoriam Alban Berg, 1936.
- Remous, expressionistische opera, 1936, op een libretto van Joseph Weterings met een klassieke driehoeksverhouding als onderwerp. De muziek, geïnspireerd op Richard Wagner en Richard Strauss, zweeft tussen tonaliteit en de atonaliteit.
- Orestes, ballet, 1936-1940.
- Synfonia da Camera, 1937.
- Vijfde strijkkwartet, 1953.

## Prijzen
- 1929: Prijs Fester van de Toonkunstenaarsvereniging in Antwerpen, voor zijn Sonate voor viool en klavier.
- 1935: eerste prijs voor Heldendicht op het Internationaal Festival voor Hedendaagse Muziek in Praag.
- 1937: eerste prijs voor Sinfonia da Camera op het internationaal concours van de Société Philharmonique in Brussel.
- 1952: Breughelsymfonie, prijs van de provincie Oost-Vlaanderen.